# A Gyűrűk Ura históriája
A Gyűrűk Ura históriája (The History of The Lord of the Rings) J. R. R. Tolkien angol író és nyelvész négy kötetből álló könyve, melyet fia, Christopher R. Tolkien adott ki az író halála után, az Allen and Unwin kiadónál (mely apja több más munkáját is publikálta), először 1988 és 1992 között. Magyarul folyamatban van kiadása a Középfölde históriája sorozaton belül.

## Tartalom
Az első kötet, „A homály visszatér”, 1988-ban jelent meg, Magyarországon 2022-ben. Maga a mű "A Gyűrű Szövetsége" korai vázlatait tartalmazza, ahol még számos eltérés mutatkozik a végleges műhöz képest. Három fázis kerül bemutatásra, amelyek mind Völgyzugolyig tartanak. Az első változat még jóval meseszerűbb, "A hobbit"-hoz hasonló stílusú volt, hiszen gyakorlatilag annak folytatásának készült, és Középfölde mitológiájához még semmi köze nem volt, hacsak nem néhány névazonosság. Eleinte Bilbó lett volna a főhős, majd az ő fia Bingó, akiből végül Bögyös-Zsákos Bingó lett, az unokaöccse, Frodó előképe. A többi hobbit neve és szerepe is folyamatosan változott ez idő alatt. Néhány szereplő még egészen más volt, például Zsizsik gazda ellenséges a Zsákosokkal szemben, Papsajt Ászok még Papsajt Pongrác, és hobbit, akárcsak Aragorn, aki itt még a Kótogi névre hallgat, és félszerzet létére facipőt hord. Az ő kiléte is homályos, csak a harmadik fázisban történik rá utalás, hogy egy Peregrin, aki Gandalf és Bilbó kalandjai miatt lett kósza. Gandalf fogságba esése is csak a harmadik fázisban jelenik meg, és ekkor még Szilszakáll, az itt még gonosz ent ejti őt csapdába. A történet Völgyzugolynál megtorpan, és csak utóbb folytatódik, egészen Moria tárnáiig, addig, amíg rá nem lelnek Balin sírjára - mindazonáltal számos fontos pontja már fel lett vázolva a cselekménynek (Ond földje és a Város ostroma, a színlelten jó útra tért Gollam felbukkanása, a Sötét Torony, a mindent látó Szem, és a Tűzhegy).
A második kötet, a „Vasudvard árulása”, 1989-ben jelent meg, Magyarországon 2024-ben. A kötet eleje az előző kötethez hasonlóan egy újabb, negyedik fázisát meséli el a történet kezdetének, mely 1940 környékén íródott, és amely átírásnak oka Gandalf késlekedésének többször megváltoztatott indoka volt. Ez a fázis az előzőekhez képest csak röviden kerül ismertetésre. Szerepel még benne Bilbó dala Völgyzugolyban, amelynek több változata is létezett (s amely eredetileg "A kóbor lovag" címet kapta), a völgyzugolyi tanács kétféle változata, majd az útnak indulás, és végül Moria bányáinak leírása. Ezután egy cselekményvázlat olvasható arról, hogyan képzelte Tolkien a történet folytatását, majd olvashatjuk a különféle tervezeteket Lothlórienről, a Gyűrű Szövetségének felbomlásról, Rohan lovasairól, az uruk-hai orkokról, Szilszakállról, Fehér Gandalfról, majd a találkozásról Théoden királlyal. Emellett tartalmazza még ez a kötet a Gyűrűk Ura első térképét, valamint egy függeléket a rúnaírásról.
A harmadik, 1990-ben megjelent kötet „A Gyűrűháború” címet viseli, és a mordori Fekete Kapuig való eljutásig tárgyalja a Gyűrűk Ura kialakulását.
A negyedik kötet, a „Sauron veresége”, 1992-ben jelent meg. Ez befejezi a történetet, és tartalmazza a Tolkien által utóbb elvetett epilógust, amelyben Csavardi Samu válaszolt gyerekei kérdéseire. Tartalmazza továbbá a "The Notion Club Papers" című novellát (egy Númenorhoz kapcsolódó időutazós művet), Númenor pusztulásának egy korai történetét, valamint a Tolkien által kitalált nyugori nyelv részletes leírását. Ez a kötet később megjelent "A Harmadkor vége" címen is, amiből kihagyták mindazt, aminek semmi köze nem volt a Gyűrűk Urához.

### Címek
Az első két kötet eredetileg is A Gyűrűk Ura kötetcímeinek készült, melyeket Tolkien utóbb elhagyott. Ugyanis ő eredetileg egyetlen kötetet tervezett, benne hat könyvvel, de a kiadó kérésére három kötet jelent meg, benne két-két könyvvel, és a harmadik kötetben egy függelékkel. „A homály visszatér” az első, a „Vasudvard árulása” a harmadik, „A Gyűrűháború” az ötödik könyv címe lett volna.

## Tengwar feliratok
A Középfölde Históriája sorozat valamennyi kötetének borítójára tengwar írással felkerült az adott kötet tartalma.
- A hatodik köteten ez olvasható: "A homály visszatér" nyomon követi a Gyűrűk Ura kezdeti formálódását, egy hobbit kalandjait az Egy Gyűrűvel, kit először Bilbónak, majd Frodónak neveznek; s a Megye-beli Hobbitfalváról az Öregerdőn át eljut Széltetőre és Völgyzugolyba, a kötet végén pedig Balinnak, Moria urának sírja előtt áll.
- A hetedik köteten ez olvasható: A "Vasudvard árulása" Völgyzugolytól Moriáig, majd Lothlórien földjéig követi a Gyűrű Szövetségét, egészen az Anduin, a Nagy Folyó partján történő felbomlásáig, ezután elmeséli Gandalf Mithrandir visszatérését, a hobbitok találkozását Szilszakállal, és Rohan lovasainak háborúját az áruló Sarumannal.
- A nyolcadik köteten ez áll: "A Gyűrűháború" elmeséli a Helm-szurdoki csatát, és Vasudvard entek általi elárasztását, majd Frodó, Samu és Gollam útját a Morannonig, találkozásukat Faramirral és Cirith Ungol lépcsőit, a csatát Pelennor mezején, és Aragorn érkezését Umbar flottájával.
- A kilencedik köteten ez olvasható: Ebben a könyven először az Egy Gyűrű pusztulása szerepel és Sauron bukása a Harmadkor végén. Ezután számot ad Nyugathon pusztulásáról, melyet oxfordi tudós elmék tapasztalhattak meg, és az ott Zigûr névre hallgató Sauron bukását Anadûne elsüllyedésekor.

## Az alkotói folyamatról
Az első kötet előszavában Christopher Tolkien elmondja, hogy apja a Gyűrűk Ura megjelenése után eladta a kéziratainak jelentős részét a milwaukee-i Marquette Egyetemnek. Azonban a Gyűrűk Ura jegyzetei rendezetlenül kerültek átadásra, és nem is teljes egészében - erre Tolkien halála miatt már sosem került sor. A nála maradt írások java része a korai fázisok idejéből származott, így a későbbiek esetében az egyetemmel együtt, Taum Santoski segítségével rakták össze a történetet egy koherens egésszé.
A könyvsorozat számos fátylat fellebbent Tolkien lassú, építkező munkájáról, ahogy a Gyűrűk Ura világát megteremtette, Christopher Tolkien megjegyzi az első két kötetben, hogy apja "hullámokban írt": rögtön első nekifutásra megírta a társaság útját Völgyzugolyig, de innentől kezdve nem volt határozott elképzelése arról, hogyan folytassa. Ehelyett inkább elölről kezdte az egészet, majd amikor ezzel is végzett, újra megírta. Ugyancsak problémát okozott, hogy egyes szereplők tekintetében összegabalyodtak a szálak, szerepük nem volt egyértelmű, és ezeket le kellett tisztázni. Jellemzően ilyen volt Tuk Peregrin, akit számtalanszor kellett újraírni, és a különféle változatokban szerepelt mint Odó, Frodó, Folkó, Faramond, Peregrin, Hamilkár, Fredegár, vagy épp Oló, s volt köztük Boffin, Bögyös, és Tuk is. Nem tette egyszerűvé az sem a munkát, hogy Tolkien a háború idején silány minőségű papírra írt, sokszor felülírva saját korábbi írását, néha olyan sebtiben odavetett betűkkel, hogy az szinte olvashatatlan. 
Csak akkor, amikor elért a Gyűrű Szövetségének felbomlásához, állt össze a történet Tolkien számára, fia szerint hirtelen sokkal gyorsabban és összeszedettebben jelentek meg egymás után a fejezetek. Innentől kezdve inkább az jelentette a problémát, hogy több különféle történés közül kiválassza a leginkább a történetbe illőt. Két példa be is került a könyvekbe: az egyik az volt, amikor Saruman kegyelmet kap, a második pedig az egész mű végén egy kitüntetési ceremónia.